# Wilhelm-Külz-Park

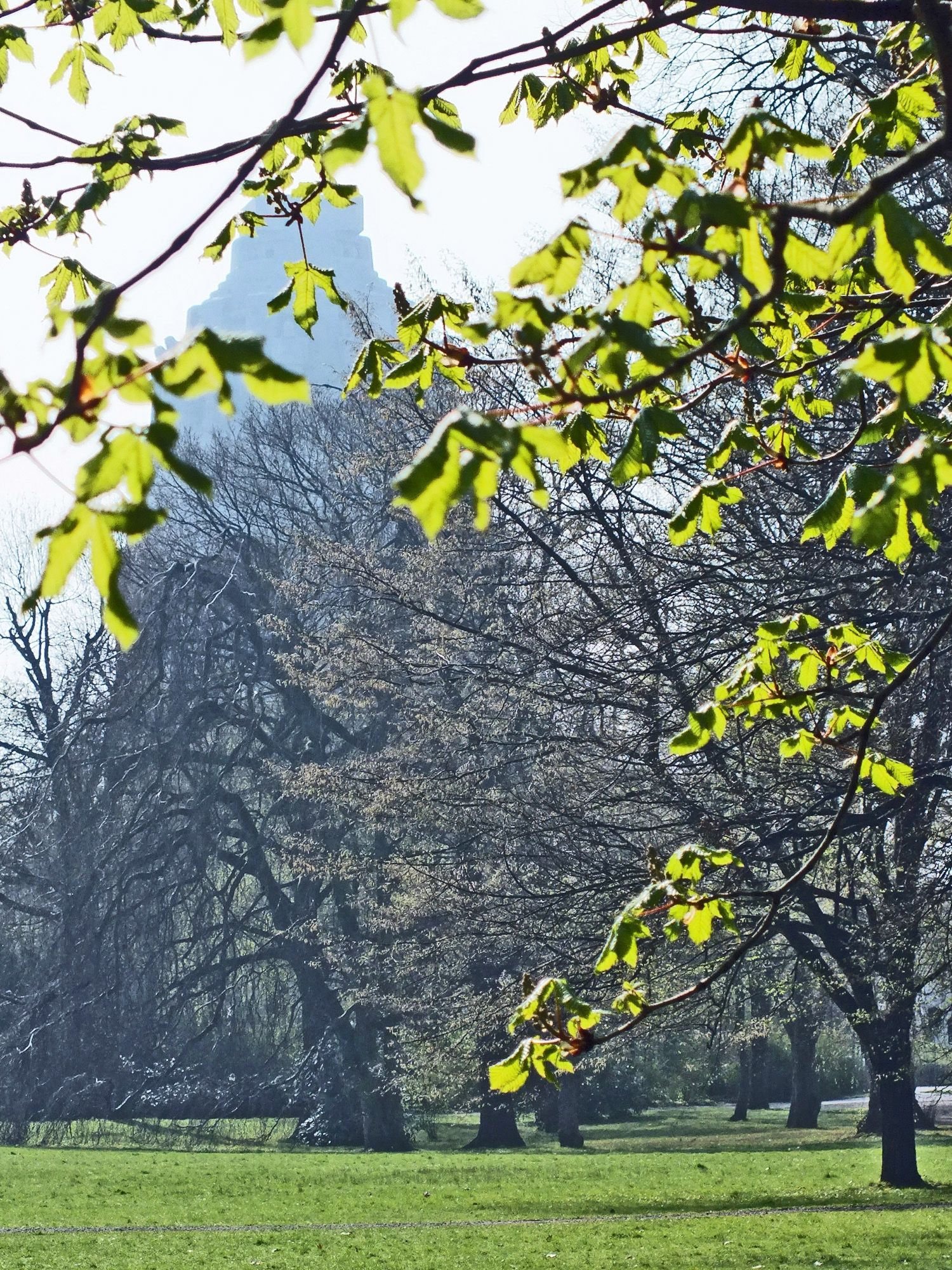
Im Wilhelm-Külz-Park

Der Wilhelm-Külz-Park ist eine Parkanlage im Südosten Leipzigs nahe dem Völkerschlachtdenkmal. Sie ist benannt nach dem liberalen Politiker Wilhelm Külz (1875–1948).

## Lage und Gestalt
Der Wilhelm-Külz-Park liegt zwischen dem Alten Messegelände und dem Völkerschlachtdenkmal im Stadtbezirk Südost auf Thonberger Flur (Hauptteil Flurstück 157/1), gehört aber verwaltungsmäßig zum Stadtteil Probstheida. Seine Entfernung zum Leipziger Stadtzentrum beträgt drei Kilometer und seine Fläche 22 Hektar.

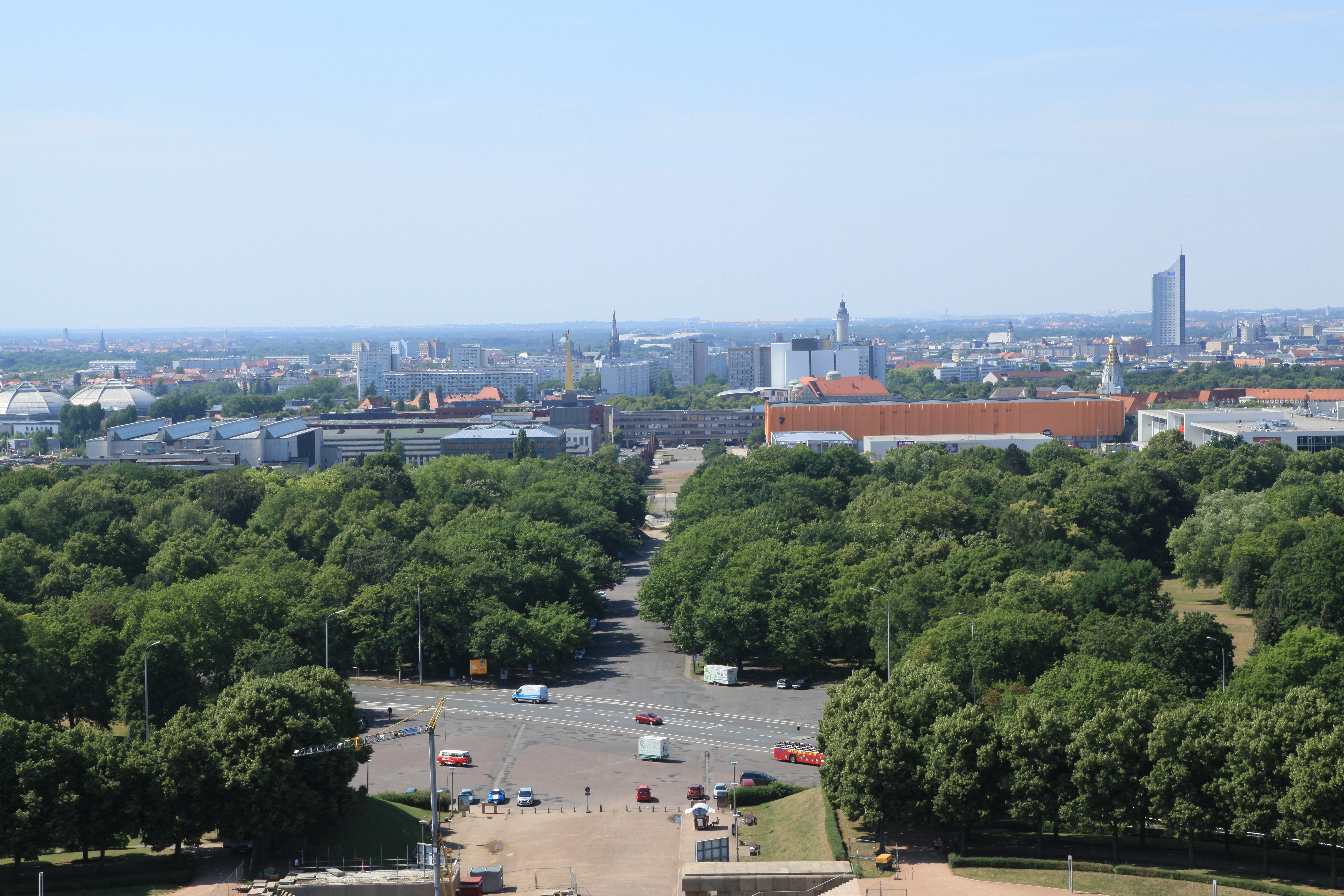
Zentraler Teil des Parks vom Völkerschlachtdenkmal aus
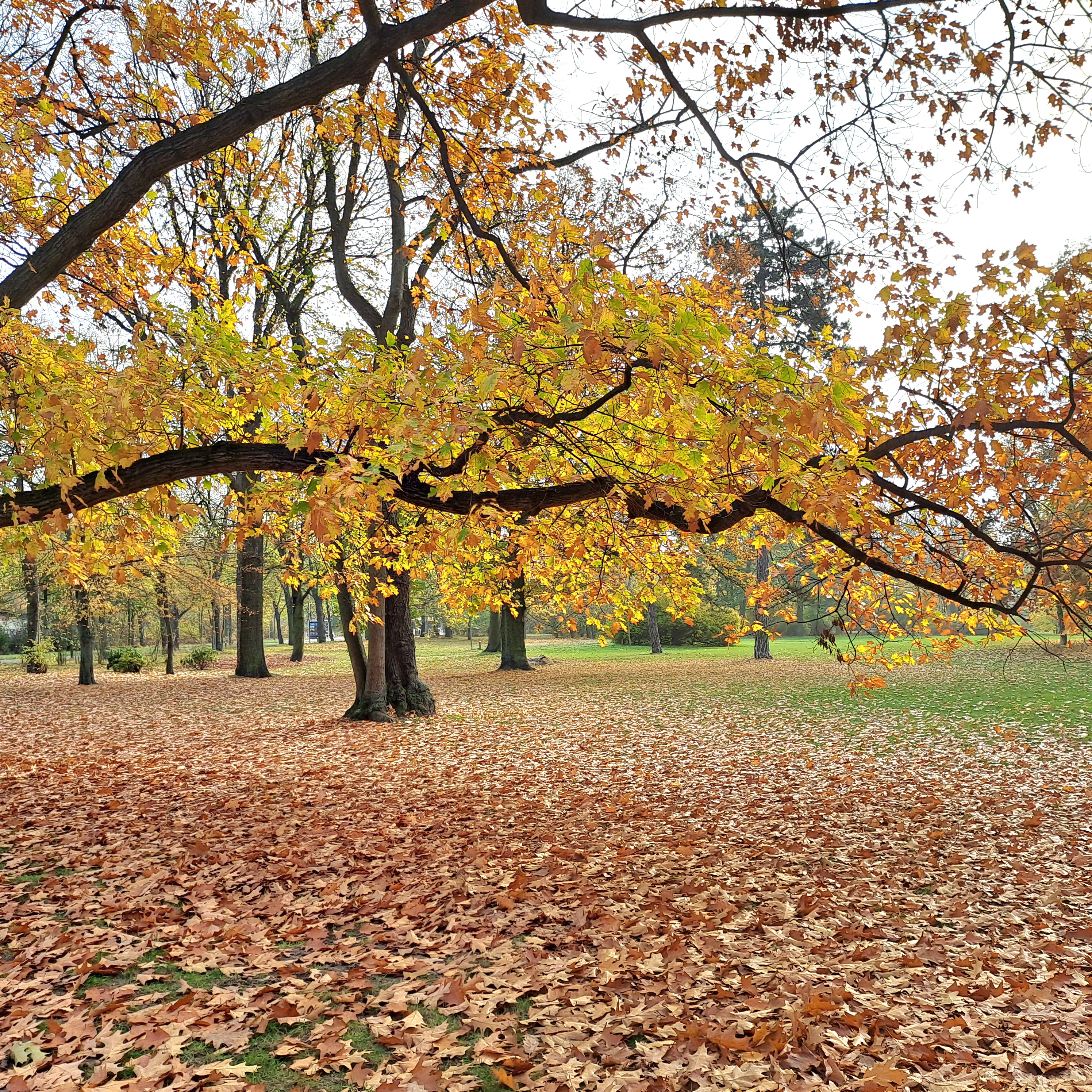
Der Park im Herbst

Der Park hat eine etwa dreieckige Gestalt. Er wird im Nordwesten begrenzt durch die Gleise der Bahnstrecke Leipzig Hbf–Leipzig-Connewitz, im Nordosten durch die Prager Straße und im Süden durch die Anlage des Völkerschlachtdenkmals, den Südfriedhof und die Richard-Lehmann-Straße. Durchkreuzt wird er von der Straße des 18. Oktober, der Richard-Lehmann-Straße, dem Friedhofsweg und der Straße An der Tabaksmühle, die den Park in vier Bereiche teilen. Erreichbar ist der Wilhelm-Külz-Park mit den Straßenbahnlinien 2 und 15, der Buslinie 70 und den S-Bahnlinien S1 und S4.
Geschwungen geführte Parkwege erschließen die gesamte Anlage aus Wiesenflächen und Baumgruppen. Der Park enthält auch einige historisch interessante Objekte (s. u.).

## Geschichte
1898 war der Grundstein für das Völkerschlachtdenkmal gelegt worden. Um für das Denkmal ein attraktives Umfeld zu schaffen, begann man nördlich der Denkmal-Baustelle 1905 mit der Anlage eines Parks. Die Planung dazu stammte vom Leipziger Gartendirektor Carl Hampel (1849–1930). Es wurden Wiesen angelegt und Baumgruppen gepflanzt. Auch das durch den Park führende Teilstück der auf das Denkmal weisenden Straße des 18. Oktober wurde vor ihren nördlicheren Teilen bereits angelegt. Der Park erhielt den Namen Denkmalspark. In der Bevölkerung verbreitete sich der Name Amselpark.

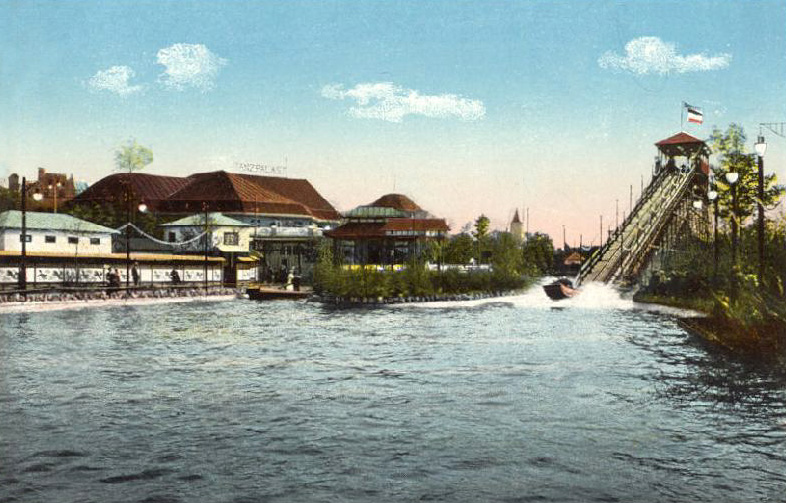
1913: Vergnügungspark zur Internationalen Baufach-Ausstellung

1913 wurde der nördliche Teil des Parks in die Internationale Baufach-Ausstellung 1913 einbezogen. Dieses Stück beherbergte das sogenannte Musterdörfchen und den großen Vergnügungspark der Ausstellung mit Wasserrutsche und Tanzpalast.
1931 wurde ein ovaler mit Bäumen umstandener Wiesenplatz in der Südwestspitze des Parks als Carl-Hampel-Platz benannt. In der inzwischen in Wilhelm-Külz-Park umbenannten Anlage wurde 1963 an der Straße An der Tabaksmühle ein 500 m² großer Ausstellungspavillon „Geschichte der Völkerschlacht 1813“ eingeweiht. Nach dem Umzug der Ausstellung in Räume des Völkerschlachtdenkmals wurde im Pavillon das „Parkrestaurant am Völkerschlachtdenkmal“ eingerichtet. Seit Ende 2019 befindet sich hier das griechische Restaurant „Pellorus“.

## Objekte im Park
- In dem zum Südfriedhof gewandten Parkteil befindet sich in einem Hohlweg die steinerne Fassung der ehemaligen Marienquelle. Die Quelle speiste den ehemaligen Domgraben. Bis zum Dreißigjährigen Krieg wurde ein Teil des Wassers als Trinkwasser nach Leipzig geleitet. Später wurden der Quelle Heilkräfte nachgesagt.
- In der Nähe des Völkerschlachtdenkmals erhebt sich auf einem kleinen Hügel das Denkmal Napoleonstein. Hier hatte während der Völkerschlacht am 18. Oktober 1813 Napoleon sein Hauptquartier.
- An der Prager Straße steht der Apelstein Nr. 45. wo sich am 19. Oktober 1813 die verbündeten Monarchen der Völkerschlacht mit einer Deputation des Leipziger Rates trafen.
- Der Kolonialstein, dessen Inschrift gelöscht ist, sollte an den Verlust der deutschen Kolonien nach dem Ersten Weltkrieg erinnern.
- Am Friedhofsweg befindet sich ein kleiner Kulturbetrieb des Vereins Mehrweg e. V. mit einer Kinder- und Jugendbibliothek, einem Galerieraum mit wechselnden Foto- und Gemäldeausstellungen, einer Museumsstube voller Spielzeugen sowie für Veranstaltungen verschiedener Art. Die Einrichtung trägt in Abwandlung ihres großen Nachbarn den Namen „WolkenSchachLenkWal“.[6]

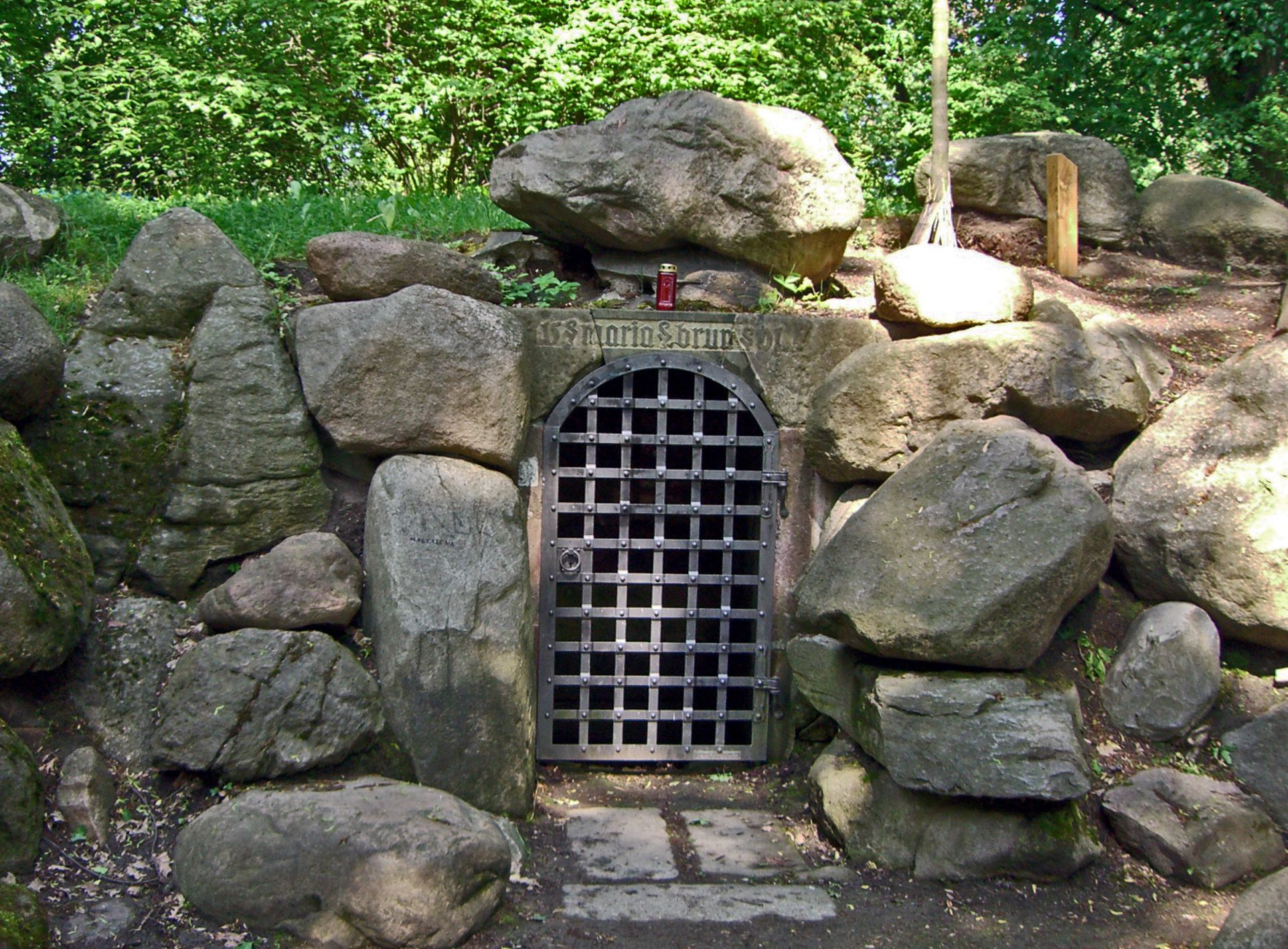
Die Fassung der ehemaligen Marienquelle
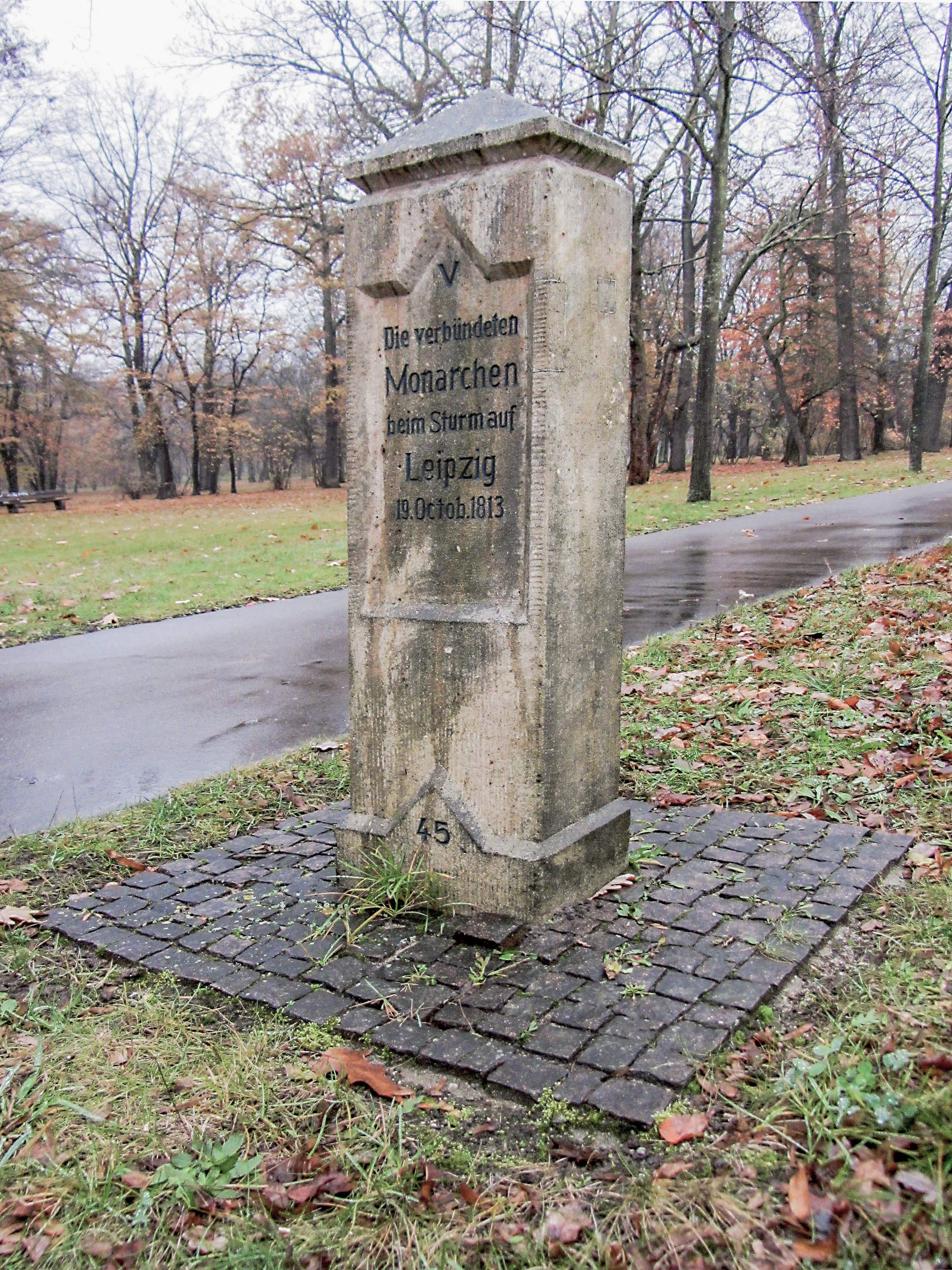
Der Apelstein Nr. 45
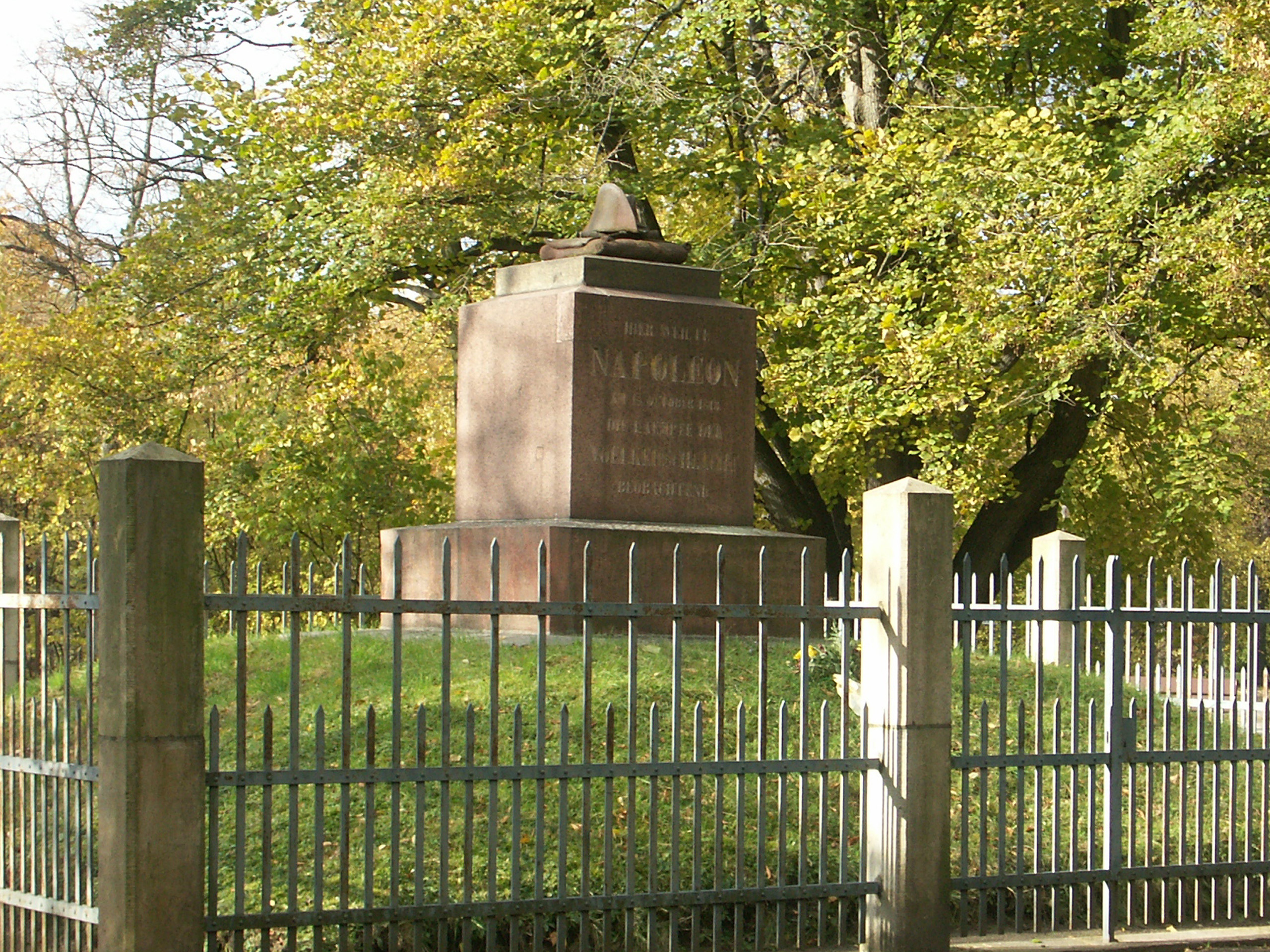
Der Napoleonstein
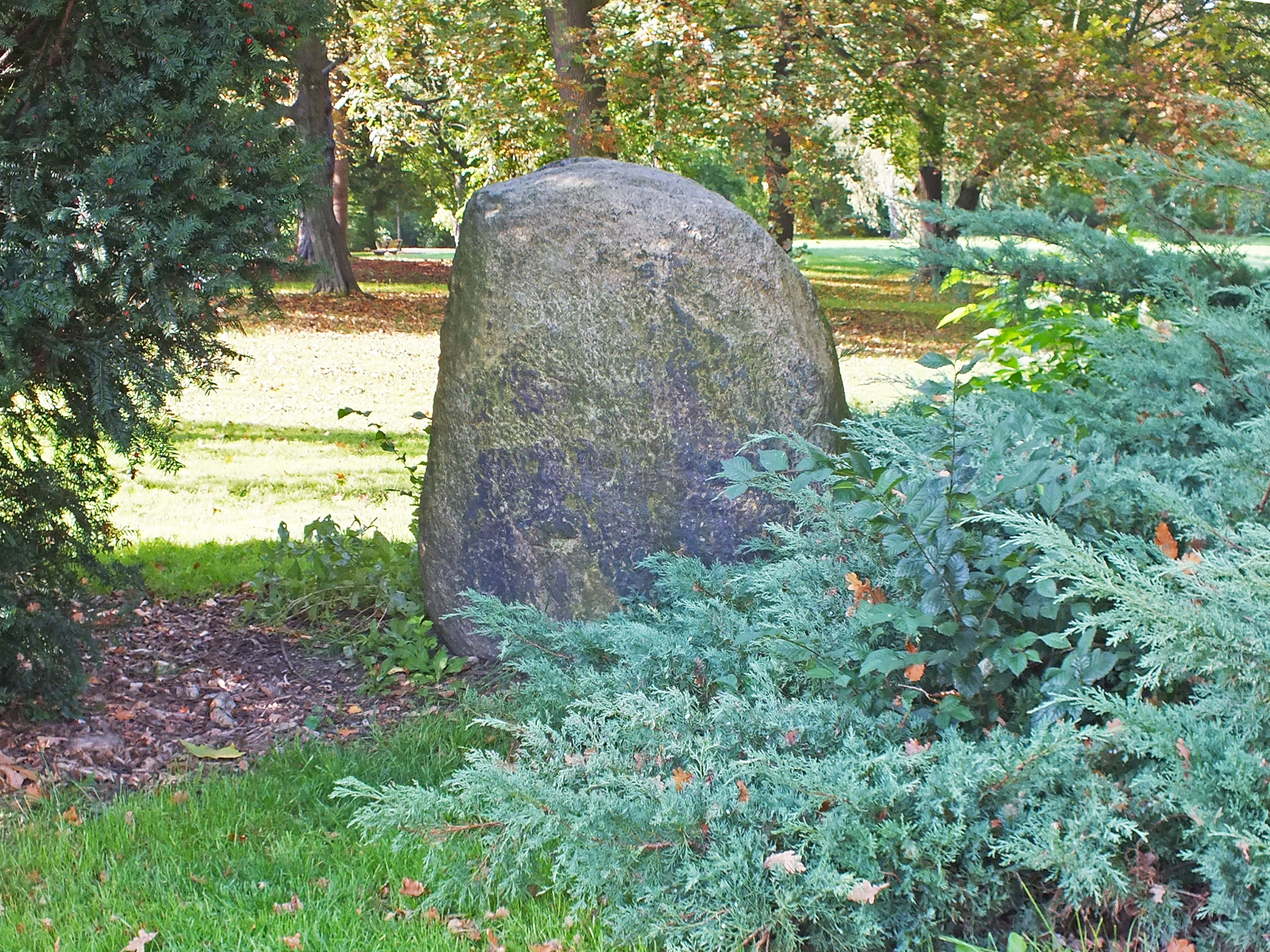
Der ehemalige Kolonialstein
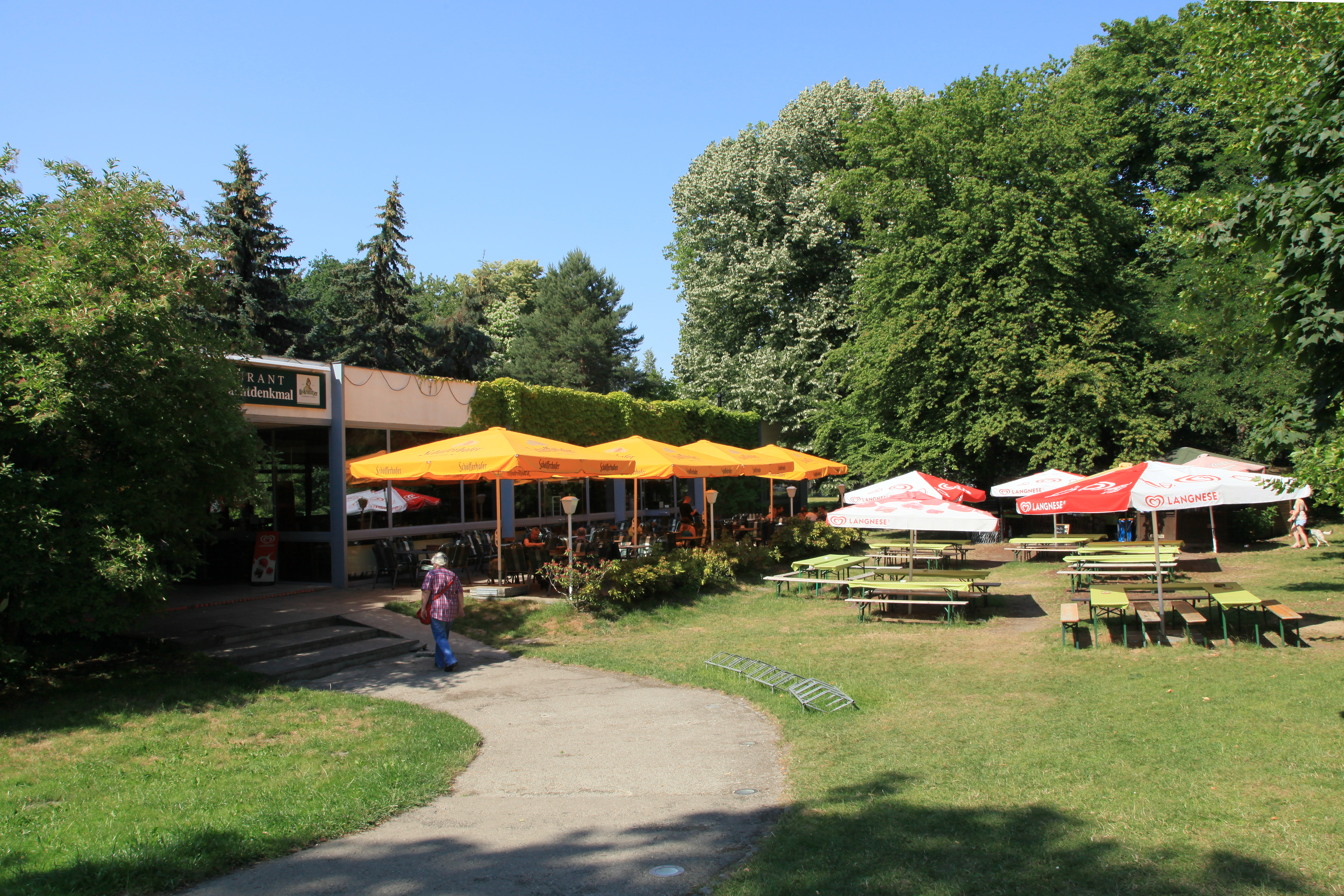
Das „Parkrestaurant am Völkerschlachtdenkmal“